# Guilherme Edelberto Hermsdorff
Guilherme Edelberto Hermsdorff (Nova Friburgo, 15 de agosto 1889 - ?) foi um agrônomo, médico veterinário e político brasileiro. Foi ministro interino da Agricultura, de 5 a 12 de junho de 1934.
Filho de Jorge Guilherme Hermsdorff e Maria Felipian Gripp, segunda geração, do segundo matrimônio de Guilherme Eduardo Hermsdorff, nasceu em 15 de agosto de 1899, em Amparo, município de Nova Friburgo.
Fez as primeiras letras no colégio Amparo, com o professor Lugon, o curso primário no Colégio Baptista de Nova Friburgo e o ginásio no Colégio Alberto Fottes, em Niterói/RJ e no Ginásio de Itajubá/MG.
Formou-se em medicina veterinária em 1926, na extinta Escola Superior de Agricultura e Medicina Veterinária. Foi o primeiro aluno dessa escola desde a sua fundação. Chegou a receber um diploma com distinção e uma viagem ao exterior para aperfeiçoamentos técnicos.
Na França, fez o curso de parasitologia na Faculdade de Medicina de Paris e o curso intensivo de Medicina Veterinária Exótica.
Em seguida, perante a Universidade de Paris, defendeu com distinção e louvor a tese “Acuarioses dês Oiseaux Domestiques”, obtendo, assim, o título de Doutor em Veterinária. Recebeu, ainda nesta ocasião, a medalha de bronze em Menção Honrosa conferida pela “Commision dês prix de thése de Paris”.

Em sua homenagem, a Câmara de Vereadores do Rio de Janeiro nomeou um logradouro público, a rua Guilherme Edelberto Hermsdorff, localizada no bairro de Amparo, através de lei municipal de agosto de 1988.